# 黃嘉智 (導演)
黃嘉智（1966年12月1日—），又稱喬治·黃（英語：George Huang），是臺裔美籍电影导演、作家、制片人和教育家。他最著名的作品是1994年编剧和执导的电影《与鲨鱼共舞》。除了制作自己的电影外，他还为其他独立电影制片人贡献作品，包括勞勃·羅里葛茲。

## 早年生活
黃嘉智1966年12月1日出生於美國加利福尼亞州，他的父母是台灣移民。从小就对电影充满热爱。高中毕业后，他原本就读于加州大学伯克利分校攻读商业学位，但在此期间他在卢卡斯影业实习。本科毕业后，黃嘉智报名参加了南加州大学的制作课程。在推出首部電影《与鲨鱼共舞》之前，黃嘉智曾擔任哥倫比亞影業執行副總裁貝瑞·約瑟夫森的助理。

## 作品列表

### 電影
| 年分 | 片名               | 導演 | 編劇 | 製片人 | 備註     |
| ---- | ------------------ | ---- | ---- | ------ | -------- |
| 1994 | 《与鲨鱼共舞》     | 是   | 是   | 否     | [ 5 ]    |
| 1997 | 《第一次真难》     | 是   | 否   | 否     |          |
| 2001 | 《邪惡電玩帝國》   | 是   | 是   | 否     |          |
| 2003 | 《反恐特警組》     | 否   | 否   | 是     | [ 6 ]    |
| 2003 | 《小鬼大間諜3》    | 否   | 否   | 否     | 創意顧問 |
| 2010 | 《弯刀》           | 否   | 否   | 否     | 創意顧問 |
| 2011 | 《Into the Night》 | 否   | 是   | 否     |          |
| 2011 | 《小鬼大間諜4》    | 否   | 否   | 是     | [ 7 ]    |
| 2013 | 《美味秘方》       | 否   | 是   | 否     | [ 8 ]    |
| 2016 | 《終極標靶2》      | 否   | 是   | 否     |          |
| 2018 | 《22 Willowbrook》 | 否   | 否   | 是     | 短片     |
| 2024 | 《台北追緝令》     | 是   | 是   | 否     |          |

### 電視劇
| 年分 | 劇名                       | 導演 | 編劇 | 備註                     |
| ---- | -------------------------- | ---- | ---- | ------------------------ |
| 1998 | 《重要他人》               | 是   | 否   | 集數：「My Left Kidney」 |
| 2000 | 《Live Through This》      | 否   | 是   | [ 9 ]                    |
| 2000 | 《隱形人》                 | 是   | 否   | 集數：「Germ Theory」    |
| 2006 | 2006年亞洲卓越獎特別節目   | 否   | 否   | 創意顧問                 |
| 2007 | 《美國女繼承人》           | 是   | 否   | 27集                     |
| 2010 | 《法律与秩序：特殊受害者》 | 否   | 是   | 第12季第9集：「Gray」    |

### 廣告
| 年分 | 名稱       | 備註 |
| ---- | ---------- | ---- |
| 2011 | 《黑曼巴》 | 編劇 |

## 外部連結
- 黃嘉智在互联网电影资料库（IMDb）上的資料（英文）
- George Huang （页面存档备份，存于） at UCLA